# Petits Frères du Bon Pasteur
Les Petits Frères du Bon Pasteur (Parvi Fratres Boni Pastoris) formaient une congrégation laïque masculine de droit pontifical qui se consacraient aux sans-abris et à leur réinsertion. Le 19 janvier 2015, ils fusionnent avec les Frères hospitaliers de saint Jean de Dieu.

## Histoire
L'institut est fondé le 19 janvier 1951 par Mathias Barrett (1900-1990) à Albuquerque dans le Nouveau-Mexique (États-Unis) et approuvé par l'évêque de Santa Fe, Mgr Edwin Vincent Byrne (1891-1963). Ses constitutions sont approuvées par le Saint-Siège le 29 juin 1983.
Les frères se vouaient à l'apostolat et à l'aide aux sans-abris, au soin des malades et des prêtres nécessiteux et géraient plusieurs centres d'hébergement. Selon l'annuaire pontifical, la congrégation comptait au 31 décembre 2005 neuf maisons et trente religieux dont quatre prêtres. Ils étaient présents au Nouveau-Mexique, en Californie, dans l'Illinois, l'Ontario, en Floride et en Angleterre à Wolverhampton et à Haïti. Le 19 janvier 2015 a lieu la fusion avec les Frères hospitaliers de Saint-Jean-de-Dieu.